# Gojong av Goryeo
Gojong av Goryeo, född 1192, död 1259, var en koreansk monark. Han var kung av Korea 1213–1259. 